# Gwen Norman
Gwen Norman (* 11. Januar 1950) ist eine ehemalige US-amerikanische Sprinterin, die sich auf den 400-Meter-Lauf spezialisiert hatte.
1971 wurde sie bei den Panamerikanischen Spielen in Cali Siebte im Einzelbewerb und siegte in der 4-mal-400-Meter-Staffel.
Ihre persönliche Bestzeit von 53,1 s stellte sie am 1. Mai in Quantico auf.